# Dendrobium praemorsum
Dendrobium praemorsum är en orkidéart som beskrevs av André Schuiteman och De Vogel. Dendrobium praemorsum ingår i släktet Dendrobium, och familjen orkidéer. Inga underarter finns listade i Catalogue of Life.